# Bulanık
Bulanık là một huyện thuộc tỉnh Muş, Thổ Nhĩ Kỳ. Huyện có diện tích 1689 km² và dân số thời điểm năm 2007 là 85232 người, mật độ 50 người/km².